# Kabelspoorweg van Saint-Just

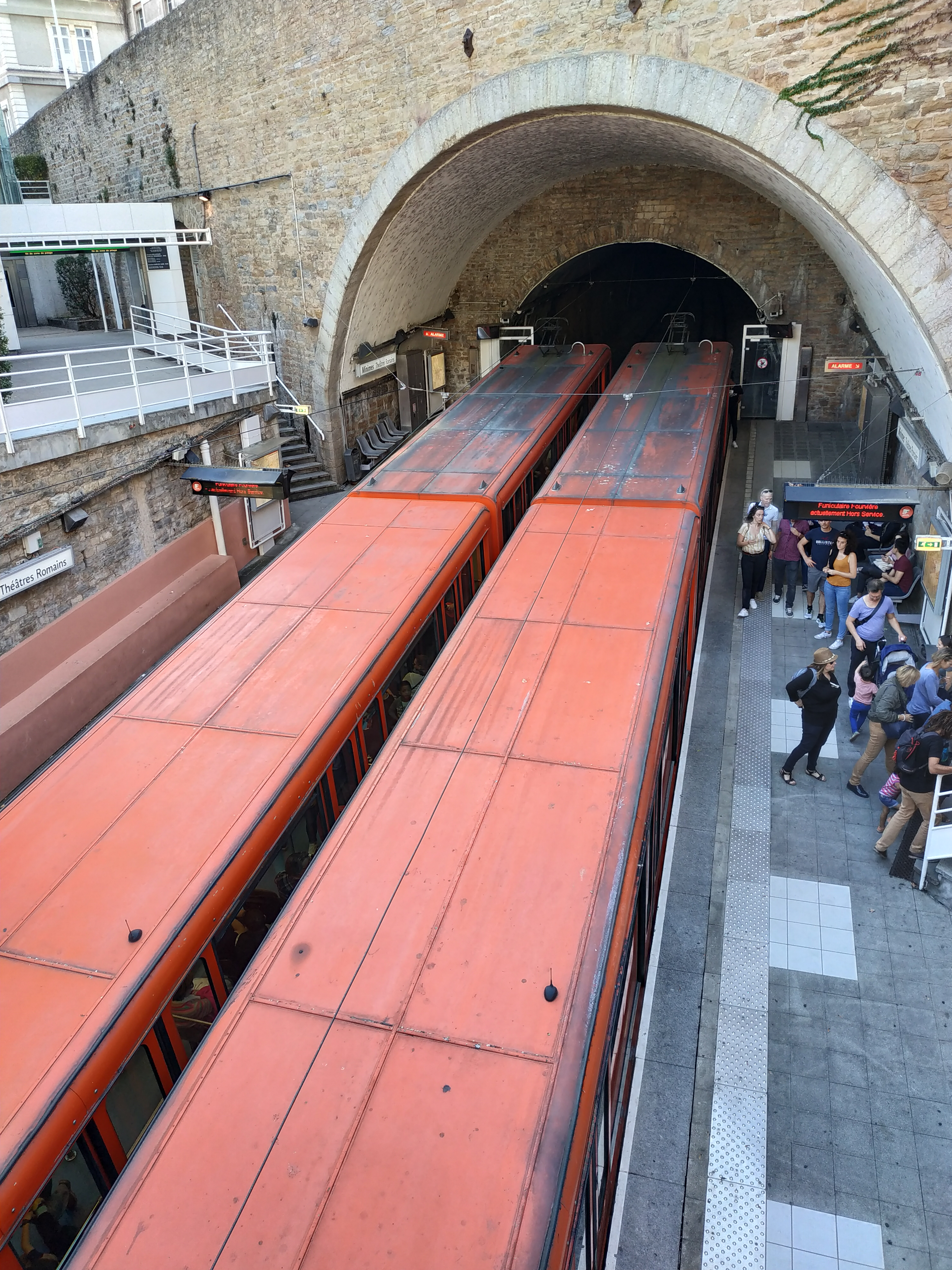
Twee treinen kruisen en stoppen aan tussenhalte van Les Minimes - Théâtres Romains

De kabelspoorweg van Saint-Just (Frans: Funiculaire de Saint-Just) is een van de twee kabelspoorwegen die anno 2024 nog in gebruik zijn in het 5e arrondissement van de Franse stad Lyon.

## Verbinding
Deze kabelspoorweg, sinds 29 augustus 2011 met aanduiding F1, verbindt het metrostation Vieux Lyon - Cathédrale Saint-Jean met de wijk Saint-Just gelegen boven op de heuvel Fourvière, beide gelegen in het 5e arrondissement van de stad. Het lijntje heeft onderweg een tussenstop, Minimes - Théâtres Romains. In de volksmond wordt deze kabelspoorweg la ficelle de Sain-Just genoemd, wat 'draad' of 'snaar' betekent en verwijst naar de kabel waarmee de tram voortgetrokken wordt. 
De funiculaire de Saint-Just is geopend in 1878 en vernieuwd in 1901, 1958 en 1988. Het is de tweede van de lijnen die werd aangelegd en werd de langste lijn van het netwerk dat ooit uit vijf lijnen bestond. Gebouwd in de jaren 1870, werd het in 1901 omgevormd tot een tandradspoorweg, voordat het in 1958 weer een kabelbaan werd.
In 2016 werd de lijn uitgerust met een vloot van twee tweewagentreinstellen met een totale lengte van 23,4 m en breedte van 2,4 m. De kabelsturing werd geleverd door Skirail en maken een snelheid van 8 m/s of 29 km/u mogelijk. Het rollend materiaal bestaat uit een carrosserie van Gangloff op een chassis van Von Roll met een gewicht per stel van 17,6 ton. Elk stel kan maximaal 216 personen vervoeren, 32 zittend en 184 staand.
De lijn vervoert gemiddeld 9.700 passagiers per dag, en biedt een capaciteit tot 2.600 reizigers per uur.
Het lijntje heeft sinds de laatste trajectwijzigingen een totale lengte van 783 meter en overbrugt een hoogteverschil van 91 m. De maximale helling van het spoor is 183 mm/m op het laagst gelegen deel van het traject, het hoogste deel heeft een helling van 61 mm/m.
Vanuit het in 1991 vlak bij de cathédrale Saint-Jean gebouwde nieuwe dalstation voor deze kabelspoorweg en die van de kabelspoorweg van Fourvière, en dat 30 meter onder de grond ook het metrostation huisvest, start de klim van de funiculaire. Het station telt een spoor, met perrons aan beide zijden, een dat toelaat de aankomende passagiers te laten uitstappen en het andere waar vertrekkende passagiers kunnen instappen. 
De lijn overbrugt met een viaduct de Rue Tramassac, klimt vervolgens via een eerste tunnel van 300 meter onder de woonwijk Antiquaille naar het tussenstation in open lucht en gaat vervolgens een tweede tunnel van 388 meter in, die hem naar zijn eindpunt brengt, het in de tunnel gelegen hoogstgelegen station van Saint-Just.

## Geschiedenis
De concessie werd op 22 november 1871 verleend door de Algemene Raad van het departement Rhône, de lijn werd op 15 december 1872 van openbaar nut verklaard, de concessie werd op 29 januari 1873 afgestaan aan de Société anonyme du chemin de fer de Lyon à Fourvière et à Saint-Just.
Het werk begon in 1875 onder leiding van ingenieur François Grivet. De lijn werd ingehuldigd op 14 juli 1878 en geopend voor het publiek op 8 augustus 1878. De lijn had in zijn initiële layout een lengte van 821 meter lang met een hoogteverschil van 97,62 meter en bestond uit een dubbelspoor. De stoommachines lieten een maximale snelheid toe van 4 m/s of 14 km/u. 
In 1883 ging de lijn over naar de Compagnie du chemin de fer de Fourvière et de l'Ouest Lyonnais (FOL), die naast de kabelspoorwegen ook een aansluitend tramnet ging uitbouwen. In 1901 werd de lijn ook om deze reden omgebouwd tot een elektrisch gestuurde tandradspoorweg met Abt-systeem.
Het verouderde systeem werd tussen 4 juli 1957 en 29 april 1958 terug omgebouwd naar een ditmaal enkelsporige kabelspoorweg met Abtse wissel en dubbelspoor bij het station Minimes - Théâtres Romains.

## Exploitatie
Sinds 2016 duurde het hele traject van de lijn slechts drie minuten en twintig seconden. Het eerste vertrek is om 05:23 uur en het laatste vertrek om 00:00 uur. Op weekdagen is de frequentie om de vijf tot tien minuten van 6.30 uur tot 16.30 uur, om de vijf minuten tot 7 uur en om de tien minuten de rest van de dag. Op zaterdag is de frequentie om de vijf tot tien minuten van 13.30 tot 19 uur en de rest van de dag om de tien minuten. Op zon- en feestdagen is de frequentie om de vijf tot zeven en een halve minuut van 13.30 tot 19 uur en de rest van de dag om de tien minuten. Op de lijn maken de treinstellen gemiddeld 164 rotaties per dag.
De lijn rijdt gemiddeld 350 dagen per jaar, vanwege de verplichte stilleggingen voor de "jaarlijkse" revisie als gevolg van strikte kabelbaanvoorschriften, waarbij de tractiekabel bij elke revisie wordt vervangen. Om de tien jaar vindt er een zogenaamde "tienjarige" revisie plaats en is een gelegenheid voor een meer diepgaande inspectie en de vervanging van belangrijke apparatuur. Bij deze grote revisies worden ook af en toe de treinen per vrachtwagen naar Chambéry gestuurd voor revisie en volledige renovatie.